# IHL 1961/62
Die Saison 1961/62 war die 17. reguläre Saison der International Hockey League. Während der regulären Saison bestritten die sieben Teams zwischen 67 und 68 Spielen. In den Play-offs setzten sich die Muskegon Zephyrs durch und gewannen den ersten Turner Cup in ihrer Vereinsgeschichte.

## Reguläre Saison

### Abschlusstabelle
Abkürzungen: GP = Spiele, W = Siege, L = Niederlagen, T = Unentschieden, OTL = Niederlage nach Overtime, GF = Erzielte Tore, GA = Gegentore, Pts = Punkte
|                     | GP | W  | L  | T | GF  | GA  | Pts |
| ------------------- | -- | -- | -- | - | --- | --- | --- |
| Muskegon Zephyrs    | 68 | 43 | 23 | 2 | 334 | 242 | 88  |
| St. Paul Saints     | 68 | 42 | 25 | 1 | 291 | 209 | 85  |
| Minneapolis Millers | 68 | 41 | 26 | 1 | 261 | 234 | 83  |
| Omaha Knights       | 68 | 37 | 28 | 3 | 264 | 227 | 77  |
| Fort Wayne Komets   | 68 | 33 | 31 | 4 | 265 | 245 | 70  |
| Indianapolis Chiefs | 67 | 19 | 48 | 0 | 220 | 348 | 38  |
| Toledo Mercurys     | 68 | 17 | 50 | 1 | 222 | 352 | 35  |

## Turner-Cup-Playoffs
|  | Turner-Cup-Halbfinale | Turner-Cup-Halbfinale | Turner-Cup-Halbfinale |  |  | Turner-Cup-Finale | Turner-Cup-Finale | Turner-Cup-Finale |
|  |                       |                       |                       |  |  |                   |                   |                   |
|  |                       |                       |                       |  |  |                   |                   |                   |
|  | 1                     | Muskegon Zephyrs      | 4                     |  |  |                   |                   |                   |
|  | 3                     | Minneapolis Millers   | 1                     |  |  |                   |                   |                   |
|  |                       |                       |                       |  |  | 1                 | Muskegon Zephyrs  | 4                 |
|  |                       |                       |                       |  |  | 2                 | St. Paul Saints   | 0                 |
|  | 2                     | St. Paul Saints       | 4                     |  |  |                   |                   |                   |
|  | 4                     | Omaha Knights         | 3                     |  |  |                   |                   |                   |
|  |                       |                       |                       |  |  |                   |                   |                   |

## Vergebene Trophäen

### Mannschaftstrophäen
| Auszeichnung                                          | Team             |
| ----------------------------------------------------- | ---------------- |
| Turner Cup Gewinner der IHL-Playoffs                  | Muskegon Zephyrs |
| Fred A. Huber Trophy Bestes Team der regulären Saison | Muskegon Zephyrs |

### Individuelle Trophäen
| Auszeichnung                                                       | Spieler         | Team              |
| ------------------------------------------------------------------ | --------------- | ----------------- |
| James Gatschene Memorial Trophy MVP der regulären Saison           | Eddie Long      | Fort Wayne Komets |
| Leo P. Lamoureux Memorial Trophy Bester Scorer                     | Len Thornson    | Fort Wayne Komets |
| James Norris Memorial Trophy Torhüter mit den wenigsten Gegentoren | Glenn Ramsay    | Omaha Knights     |
| Leading Rookie Award Bester Rookie                                 | Dave Richardson | Fort Wayne Komets |